# Mester de Juglaría
Mester de juglaría („Umění kejklířů“) je kastilsky psaný literární žánr, existující ve 12. a 13. století, šířený ústní tradicí kejklíři (juglar), kteří se živili vyprávěním a zpěvem příběhů na veřejných místech nebo v palácích, předváděli kratší dramatické a akrobatické výstupy apod.
Tyto anonymní příběhy byly většinou cantar de gesta (písně o činech, předobraz pozdějších romancí). Veršovaná forma měla za účel snadnější možnost naučení, kejklíři často příběh měnili a tak se každé vystoupení mírně lišilo od ostatních.
Je více teorií o původu těchto textů; individualistická tvrdí, že byly vytvořeny jedním básníkem a od té doby nebyly příliš měněny. Tradicionalistická teorie tvrdí, že jsou to kolektivní díla a průběžně byla měněna.
Na rozdíl od Mester de Clerecía autoři nebyli vzdělaní, zpracovávali populární témata, jejich jazyk byl jednoduchý, jejich verš byl nepravidelný.
Nejznámějším dílem, spadajícím do tohoto žánru, je Píseň o Cidovi.